# Al-Hajmanijja
Al-Hajmanijja (arab. الهيمانية) – wieś w Syrii, w muhafazie Hama. W 2004 roku liczyła 138 mieszkańców.